# Ermita de San Julián y Santa Basilisa de Aistra
La ermita de San Julián y Santa Basilisa de Aistra es una pequeña ermita situada cerca de Zalduendo (Álava). Se trata de una de las más antiguas de la provincia, siendo propuestas dataciones entre el siglo IX y XII. Anteriormente era la parroquia de la aldea de Aistra, fundada en la Alta Edad Media, hoy en día despoblada. En los alrededores se han encontrado varias tumbas, la mayoría de ellas perinatales.
Los elementos más característicos de la ermita son su ábside cúbico y la ventana abierta en un bloque de piedra con arco en ojo de cerradura.